# Cyberdreams
Cyberdreams était une société américaine de création de jeux vidéo spécialisée dans les jeux d'aventure. On lui doit surtout des jeux de science fiction et d'horreur comme la série Dark Seed et I Have No Mouth, and I must Scream.
Cyberdreams a notamment travaillé avec Hans Ruedi Giger à la réalisation de Dark Seed, et avec Harlan Ellison pour I Have No Mouth, and I Must Scream.

## Jeux développés
- Dark Seed (1992, 1994 en France)
- CyberRace (1993)
- Dark Seed II (1995)
- I Have No Mouth, and I must Scream (1995)
- Noir: A Shadowy Thriller (1996)

## Jeu annulé
- The Incredible Shrinking Character (prévu pour 1996)